# Southern Football League
Southern Football League (Evo-Stik League South) är en engelsk fotbollsliga för amatör- och halvprofessionella klubbar och är en av tre ligor i Englands ligasystem för fotboll som ligger närmast efter National League. De övriga är Isthmian League och Northern Premier League. Southern Football League täcker sydvästra England, sydöstra England och Midlands samt södra Wales, det vill säga ungefär från Birmingham och söderut exklusive London.
Ligan består av fyra divisioner i två nivåer. Högst upp ligger Premier Division Central och Premier Division South och under dessa ligger Division One Central och Division One South. Från vardera av de båda Premier Divisions flyttas varje säsong en eller två klubbar upp till National League South eller National League North.

## Mästare
| Säsong  | Division One          | Division Two               |
| ------- | --------------------- | -------------------------- |
| 1894-95 | Millwall Athletic     | New Brompton               |
| 1895-96 | Millwall Athletic     | Wolverton L & NWR          |
| 1896-97 | Southampton St Mary's | Dartford                   |
| 1897-98 | Southampton           | Royal Artillery Portsmouth |

Inför säsongen 1898-99 delades Division Two upp i en London och South-West section med ett slutspel mellan de båda sektionsvinnarna.
| Säsong  | Division One | Division Two (London) | Division Two (SW) | Division Two Playoff |
| ------- | ------------ | --------------------- | ----------------- | -------------------- |
| 1898-99 | Southampton  | Thames Ironworks      | Cowes             | Thames vann med 3-1  |

Inför säsongen 1899-00 återtog ligan sitt gamla format
| Säsong  | Division One        | Division Two    |
| ------- | ------------------- | --------------- |
| 1899-00 | Tottenham Hotspur   | Watford         |
| 1900-01 | Southampton         | Brentford       |
| 1901-02 | Portsmouth          | Fulham          |
| 1902-03 | Southampton         | Fulham          |
| 1903-04 | Southampton         | Watford         |
| 1904-05 | Bristol Rovers      | Fulham Reserves |
| 1905-06 | Fulham              | Crystal Palace  |
| 1906-07 | Fulham              | Southend United |
| 1907-08 | Queens Park Rangers | Southend United |
| 1908-09 | Northampton Town    | Croydon Common  |

Inför säsongen 1909-10 delades Division Two upp i en 'A' sektion och en 'B' sektion, med ett slutspel om Division Two mästerskapet mellan de båda sektionsvinnarna.
| Säsong  | Division One           | Division Two (A) | Division Two (B)       | Division Two Slutspel |
| ------- | ---------------------- | ---------------- | ---------------------- | --------------------- |
| 1909-10 | Brighton & Hove Albion | Stoke            | Hastings & St Leonards | Stoke vann 6-0        |

Inför säsongen 1910-11 återtog ligan återigen sitt gamla format
| Säsong  | Division One        | Division Two   |
| ------- | ------------------- | -------------- |
| 1910-11 | Swindon Town        | Reading        |
| 1911-12 | Queens Park Rangers | Merthyr Town   |
| 1912-13 | Plymouth Argyle     | Cardiff City   |
| 1913-14 | Swindon Town        | Croydon Common |
| 1914-15 | Watford             | Stoke          |
| 1919-20 | Portsmouth          | Mid Rhondda    |

I slutet av säsongen 1919-20 flyttade de flesta av lagen i Division One till den nya Third Division (South) i the Football League. Southern Football League delades då upp i två sektioner, en för England och en för Wales med ett slutspel om Southern League mästerskapet mellan de båda sektionsvinnarna.
| Säsong  | English Section                 | Welsh Section | Championship Slutspel |
| ------- | ------------------------------- | ------------- | --------------------- |
| 1920-21 | Brighton & Hove Albion Reserves | Barry         | Brighton vann 2-1     |
| 1921-22 | Plymouth Argyle Reserves        | Ebbw Vale     | Plymouth vann 3-0     |
| 1922-23 | Bristol City Reserves           | Ebbw Vale     | Ebbw Vale vann 2-1    |

Inför säsongen 1923-24 delades ligan upp i två regionala sektioner, med ett slutspel om Southern League mästerskapet mellan de båda sektionsvinnarna.
| Säsong  | Eastern Section                 | Western Section          | Championship Slutspel |
| ------- | ------------------------------- | ------------------------ | --------------------- |
| 1923-24 | Peterborough & Fletton United   | Yeovil & Petters United  | Yeovil vann 3-1       |
| 1924-25 | Southampton Reserves            | Swansea Town Reserves    | Southampton vann 2-1  |
| 1925-26 | Millwall Reserves               | Plymouth Argyle Reserves | Plymouth vann 1-0     |
| 1926-27 | Brighton & Hove Albion Reserves | Torquay United           | Brighton vann 4-0     |
| 1927-28 | Kettering Town                  | Bristol City Reserves    | Kettering vann 5-0    |
| 1928-29 | Kettering Town                  | Plymouth Argyle Reserves | Plymouth vann 4-2     |
| 1929-30 | Aldershot Town                  | Bath City                | Aldershot vann 3-2    |
| 1930-31 | Dartford                        | Exeter City Reserves     | Dartford vann 7-2     |
| 1931-32 | Dartford                        | Yeovil & Petters United  | Dartford vann 2-1     |
| 1932-33 | Norwich City Reserves           | Bath City                | Norwich vann 2-1      |
| 1933-34 | Norwich City Reserves           | Plymouth Argyle Reserves | Plymouth vann 3-0     |
| 1934-35 | Norwich City Reserves           | Yeovil & Petters United  | Norwich vann 7-2      |
| 1935-36 | Margate                         | Plymouth Argyle Reserves | Margate vann 3-1      |

Inför säsongen 1936-37 slogs Eastern och Western sektionerna ihop till en division.
| Säsong  | Southern League        |
| ------- | ---------------------- |
| 1936-37 | Ipswich Town           |
| 1937-38 | Guildford City         |
| 1938-39 | Colchester United      |
| 1945-46 | Chelmsford City        |
| 1946-47 | Gillingham             |
| 1947-48 | Merthyr Tydfil         |
| 1948-49 | Gillingham             |
| 1949-50 | Merthyr Tydfil         |
| 1950-51 | Merthyr Tydfil         |
| 1951-52 | Merthyr Tydfil         |
| 1952-53 | Headington United      |
| 1953-54 | Merthyr Tydfil         |
| 1954-55 | Yeovil Town            |
| 1955-56 | Guildford City         |
| 1956-57 | Kettering Town         |
| 1957-58 | Gravesend & Northfleet |

Inför säsongen 1958-59 delades ligan återigen upp i två regionala sektioner North-Western och South-Eastern, med ett slutspel om Southern League mästerskapet mellan de båda sektionsvinnarna.
| Säsong  | North-Western Section | South-Eastern Section | Championship Slutspel |
| ------- | --------------------- | --------------------- | --------------------- |
| 1958-59 | Hereford United       | Bedford Town          | Bedford won 3-0       |

Inför säsongen 1959-60 slogs de båda sektionerna ihop till Premier Division, och en ny Division One bildades
| Säsong  | Premier Division | Division One    |
| ------- | ---------------- | --------------- |
| 1959-60 | Bath City        | Clacton Town    |
| 1960-61 | Oxford United    | Kettering Town  |
| 1961-62 | Oxford United    | Wisbech Town    |
| 1962-63 | Cambridge City   | Margate         |
| 1963-64 | Yeovil Town      | Folkestone Town |
| 1964-65 | Weymouth         | Hereford United |
| 1965-66 | Weymouth         | Barnet          |
| 1966-67 | Romford          | Dover           |
| 1967-68 | Chelmsford City  | Worcester City  |
| 1968-69 | Cambridge United | Brentwood Town  |
| 1969-70 | Cambridge United | Bedford Town    |
| 1970-71 | Yeovil Town      | Guildford City  |

Inför säsongen 1958-59 delades Division One upp i två regionala sektioner Division One North och One South.
| Säsong  | Premier Division | Division One North | Division One South     |
| ------- | ---------------- | ------------------ | ---------------------- |
| 1971-72 | Chelmsford City  | Kettering Town     | Waterlooville          |
| 1972-73 | Kettering Town   | Grantham           | Maidstone United       |
| 1973-74 | Dartford         | Stourbridge        | Wealdstone             |
| 1974-75 | Wimbledon        | Bedford Town       | Gravesend & Northfleet |
| 1975-76 | Wimbledon        | Redditch United    | Minehead               |
| 1976-77 | Wimbledon        | Worcester City     | Barnet                 |
| 1977-78 | Bath City        | Witney Town        | Margate                |
| 1978-79 | Worcester City   | Grantham           | Dover                  |

Inför säsongen 1979-80 flyttade tretton klubbar till den nyligen bildade Alliance Premier League. Premier Division och Division One slogs då ihop och två regionala divisioner bildades.
| Säsong  | Midland Division | Southern Division |
| ------- | ---------------- | ----------------- |
| 1979-80 | Bridgend Town    | Dorchester Town   |
| 1980-81 | Alvechurch       | Dartford          |
| 1981-82 | Nuneaton Borough | Wealdstone        |

Inför säsongen 1982-83 återinfördes Premier Division ovanför de två regionala divisionerna.
| Säsong  | Premier Division    | Midland Division   | Southern Division      |
| ------- | ------------------- | ------------------ | ---------------------- |
| 1982-83 | Leamington          | Cheltenham Town    | Fisher Athletic        |
| 1983-84 | Dartford            | Willenhall Town    | Road-Sea Southampton   |
| 1984-85 | Cheltenham Town     | Dudley Town        | Basingstoke Town       |
| 1985-86 | Welling United      | Bromsgrove Rovers  | Cambridge City         |
| 1986-87 | Fisher Athletic     | VS Rugby           | Dorchester Town        |
| 1987-88 | Aylesbury United    | Merthyr Tydfil     | Dover Athletic         |
| 1988-89 | Merthyr Tydfil      | Gloucester City    | Chelmsford City        |
| 1989-90 | Dover Athletic      | Halesowen Town     | Bashley                |
| 1990-91 | Farnborough Town    | Stourbridge        | Buckingham Town        |
| 1991-92 | Bromsgrove Rovers   | Solihull Borough   | Hastings Town          |
| 1992-93 | Dover Athletic      | Nuneaton Borough   | Sittingbourne          |
| 1993-94 | Farnborough Town    | Rushden & Diamonds | Gravesend & Northfleet |
| 1994-95 | Hednesford Town     | Newport County     | Salisbury City         |
| 1995-96 | Rushden & Diamonds  | Nuneaton Borough   | Sittingbourne          |
| 1996-97 | Gresley Rovers      | Tamworth           | Forest Green Rovers    |
| 1997-98 | Forest Green Rovers | Grantham Town      | Weymouth               |
| 1998-99 | Nuneaton Borough    | Clevedon Town      | Havant & Waterlooville |

Inför säsongen 1999-2000 döptes de regionala divisionerna om till Western and Eastern divisions.
| Season  | Premier Division | Western Division    | Eastern Division |
| ------- | ---------------- | ------------------- | ---------------- |
| 1999-00 | Boston United    | Stafford Rangers    | Fisher Athletic  |
| 2000-01 | Margate          | Hinckley United     | Newport IOW      |
| 2001-02 | Kettering Town   | Halesowen Town      | Hastings Town    |
| 2002-03 | Tamworth         | Merthyr Tydfil      | Dorchester Town  |
| 2003-04 | Crawley Town     | Redditch United     | King's Lynn      |
| 2004-05 | Histon           | Mangotsfield United | Fisher Athletic  |
| 2005-06 | Salisbury City   | Clevedon Town       | Boreham Wood     |

Inför säsongen 2006-07 döptes de regionala divisionerna om till Division One Midlands och Division One South & West.
| Season  | Premier Division     | Division One Midlands | Division One South & West |
| ------- | -------------------- | --------------------- | ------------------------- |
| 2006-07 | Bath City            | Brackley Town         | Bashley                   |
| 2007-08 | King's Lynn          | Evesham United        | Farnborough               |
| 2008-09 | Corby Town           | Leamington            | Truro City                |
| 2009-10 | Farnborough          | Bury Town             | Windsor & Eton            |
| 2010–11 | Truro City           | Arlesey Town          | AFC Totton                |
| 2011–12 | Brackley Town        | St Neots Town         | Bideford                  |
| 2012–13 | Leamington           | Burnham               | Poole Town                |
| 2013–14 | Hemel Hempstead Town | Dunstable Town        | Cirencester Town          |
| 2014–15 | Corby Town           | Kettering Town        | Merthyr Town              |
| 2015–16 | Poole Town           | Kings Langley         | Cinderford Town           |
| 2016–17 | Chippenham Town      | Royston Town          | Hereford                  |

Inför säsongen 2017-18 döptes de regionala divisionerna om till Division One West och Division One East.
| Säsong  | Premier Division | Division One East | Division One West |
| ------- | ---------------- | ----------------- | ----------------- |
| 2017-18 | Hereford         | Beaconsfield Town | Taunton Town      |

Inför säsongen 2018-19 delades Premier Division upp i två, Premier Division Central och Premier Division South, och döptes de regionala divisionerna om till Division One Central och Division One South.
| Säsong  | Premier Division Central | Premier Division South | Division One Central | Division One South |
| ------- | ------------------------ | ---------------------- | -------------------- | ------------------ |
| 2018-19 |                          |                        |                      |                    |